# Pseudocollinella charlottensis
Pseudocollinella charlottensis är en tvåvingeart som beskrevs av Marshall 1993. Pseudocollinella charlottensis ingår i släktet Pseudocollinella och familjen hoppflugor.
Artens utbredningsområde är British Columbia. Inga underarter finns listade i Catalogue of Life.